# Transversal Fronteriza
La Transversal Fronteriza (E10) es una carretera de Ecuador que atraviesa las provincias de Esmeraldas, Imbabura, Carchi y Sucumbíos.

## Descripción
Recibe su nombre por su cercanía a la frontera de este país con Colombia. Su límite occidental es la intersección con la Troncal del Pacífico (E15) en ciudad de costera de San Lorenzo, en la Provincia de Esmeraldas. 

## Recorrido
En su inicio, esta transversal se extiende en dirección suroriental hasta la frontera con la Provincia de Imbabura. 
En la frontera con la Provincia de Imbabura, la carretera asciende y desciende la Cordillera Occidental de los Andes a través del cañón del río Chota (límite interprovincial entre las provincias de Imbabura y Carchi). Una vez en el valle interandino, la Transversal Fronteriza (E10) conecta con la Troncal de la Sierra (E35) al norte de la ciudad de Ibarra.
El siguiente tramo, que se dirige en dirección nororiental y que extiende desde la intersección con la Troncal de la Sierra (E35) en la Provincia de Imbabura hasta la localidad de Julio Andrade en la Provincia de Carchi, es compartido con la Troncal de la Sierra (E35). Por consiguiente, este tramo toma la denominación E35/E10. 
En Julio Andrade la Transversal Fronteriza (E10) se separa de la Troncal de la Sierra (E35) y se dirige en dirección general oriental hacia la Cordillera Oriental de los Andes. Entre los flancos occidentales y orientales de la Cordillera Oriental de los Andes, la carretera bordea la frontera con Colombia. En este último trayecto, la transversal pasa por la localidad de La Bonita en la Provincia de Sucumbíos. Al oriente de la cordillera, la carretera gira con rumbo suroriental hasta la localidad de Lumbaquí en la Provincia de Sucumbíos. En esta localidad, la transversal se une con la Troncal Amazónica (E45) y cambia rumbo hacia el oriente hasta la ciudad de Nueva Loja. El tramo entre Lumbaquí y Nueva Loja lleva la denominación E45/E10 debido a que la troncal y la transversal comparten la misma carretera. 
De Nueva Loja la Transversal Fronteriza (E10) continua su recorrido en sentido general este (trazado actual varía entre direcciones este, sureste, y noreste) pasando por las poblaciones de Puente Chiritza y Puente Cuyabeno. La transversal concluye en Puerto El Carmen de Putumayo, localidad junto al río Putumayo en la frontera con Colombia.

## Localidades destacables
- San Lorenzo, Esmeraldas

- Bolívar, Carchi

- San Gabriel, Carchi
- San Pedro de Huaca, Carchi
- La Bonita, Sucumbíos
- El Dorado de Cascales, Sucumbíos
- Nueva Loja, Sucumbios
- Puerto El Carmen de Putumayo, Sucumbíos